# Voglje (gmina Šenčur)
Voglje – wieś w Słowenii, w gminie Šenčur. W 2018 roku liczyła 648 mieszkańców.